# Channidae
Channidae es una familia de peces de agua dulce originaria de África y Asia. Hay dos géneros existentes, Channa en Asia, y Parachanna en África, con 30-35 especies. Estos peces predadores se distinguen por una larga aleta dorsal, y una pequeña cabeza con grandes escamas en lo alto, boca grande y dientes. Necesitan respirar aire, lo que hacen a través del órgano suprabranquial: una forma primitiva del laberinto.

## Sistemática
De acuerdo al sistema de Nelson, la familia Channidae se encuentran incluida en el suborden Channoidei.
Estudios recientes promovieron la propuesta de incluir a la familia en el orden  Anabantiformes . Las relaciones filogenéticas con los Anabantiformes se han dilucidado utilizando datos moleculares.A continuación se muestran las relaciones filogenéticas entre las familias anabantiformes después de Collins et al. (2015):.

|  | Pristolepididae                                      |
|  |                                                      |
|  | \| \| Badidae \| \| \| \| \| \| Nandidae \| \| \| \| |
|  |                                                      |
|  | Badidae                                              |
|  |                                                      |
|  | Nandidae                                             |
|  |                                                      |

|  | Badidae  |
|  |          |
|  | Nandidae |
|  |          |

|  | Channidae |
|  |           |

|  | Anabantidae                                                      |
|  |                                                                  |
|  | \| \| Helostomatidae \| \| \| \| \| \| Osphronemidae \| \| \| \| |
|  |                                                                  |
|  | Helostomatidae                                                   |
|  |                                                                  |
|  | Osphronemidae                                                    |
|  |                                                                  |

|  | Helostomatidae |
|  |                |
|  | Osphronemidae  |
|  |                |

|  | Anabantidae                                                      |
|  |                                                                  |
|  | \| \| Helostomatidae \| \| \| \| \| \| Osphronemidae \| \| \| \| |
|  |                                                                  |
|  | Helostomatidae                                                   |
|  |                                                                  |
|  | Osphronemidae                                                    |
|  |                                                                  |

|  | Helostomatidae |
|  |                |
|  | Osphronemidae  |
|  |                |

|  | Channidae |
|  |           |

|  | Anabantidae                                                      |
|  |                                                                  |
|  | \| \| Helostomatidae \| \| \| \| \| \| Osphronemidae \| \| \| \| |
|  |                                                                  |
|  | Helostomatidae                                                   |
|  |                                                                  |
|  | Osphronemidae                                                    |
|  |                                                                  |

|  | Helostomatidae |
|  |                |
|  | Osphronemidae  |
|  |                |

|  | Anabantidae                                                      |
|  |                                                                  |
|  | \| \| Helostomatidae \| \| \| \| \| \| Osphronemidae \| \| \| \| |
|  |                                                                  |
|  | Helostomatidae                                                   |
|  |                                                                  |
|  | Osphronemidae                                                    |
|  |                                                                  |

|  | Helostomatidae |
|  |                |
|  | Osphronemidae  |
|  |                |

|  | Pristolepididae                                      |
|  |                                                      |
|  | \| \| Badidae \| \| \| \| \| \| Nandidae \| \| \| \| |
|  |                                                      |
|  | Badidae                                              |
|  |                                                      |
|  | Nandidae                                             |
|  |                                                      |

|  | Badidae  |
|  |          |
|  | Nandidae |
|  |          |

|  | Channidae |
|  |           |

|  | Anabantidae                                                      |
|  |                                                                  |
|  | \| \| Helostomatidae \| \| \| \| \| \| Osphronemidae \| \| \| \| |
|  |                                                                  |
|  | Helostomatidae                                                   |
|  |                                                                  |
|  | Osphronemidae                                                    |
|  |                                                                  |

|  | Helostomatidae |
|  |                |
|  | Osphronemidae  |
|  |                |

|  | Anabantidae                                                      |
|  |                                                                  |
|  | \| \| Helostomatidae \| \| \| \| \| \| Osphronemidae \| \| \| \| |
|  |                                                                  |
|  | Helostomatidae                                                   |
|  |                                                                  |
|  | Osphronemidae                                                    |
|  |                                                                  |

|  | Helostomatidae |
|  |                |
|  | Osphronemidae  |
|  |                |

|  | Channidae |
|  |           |

|  | Anabantidae                                                      |
|  |                                                                  |
|  | \| \| Helostomatidae \| \| \| \| \| \| Osphronemidae \| \| \| \| |
|  |                                                                  |
|  | Helostomatidae                                                   |
|  |                                                                  |
|  | Osphronemidae                                                    |
|  |                                                                  |

|  | Helostomatidae |
|  |                |
|  | Osphronemidae  |
|  |                |

|  | Anabantidae                                                      |
|  |                                                                  |
|  | \| \| Helostomatidae \| \| \| \| \| \| Osphronemidae \| \| \| \| |
|  |                                                                  |
|  | Helostomatidae                                                   |
|  |                                                                  |
|  | Osphronemidae                                                    |
|  |                                                                  |

|  | Helostomatidae |
|  |                |
|  | Osphronemidae  |
|  |                |

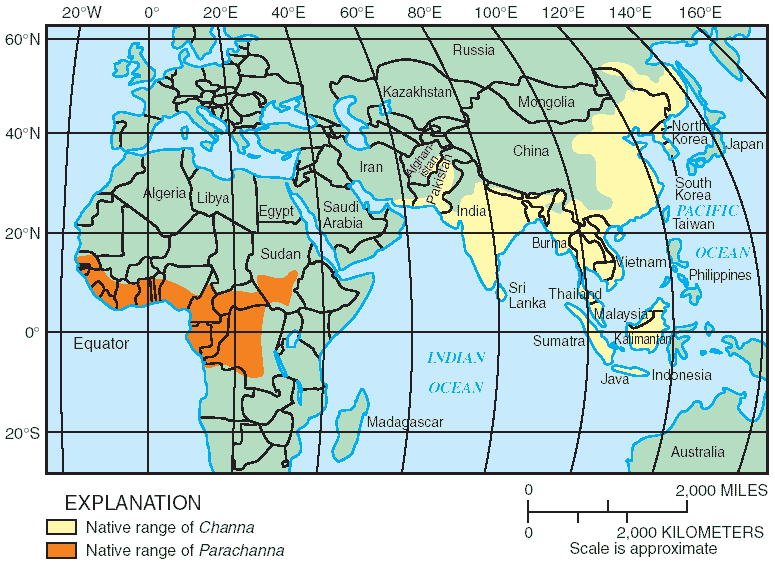
Distribución natural de la familia Channidae. Source: USGS 2004.

Hay entre 30 y 35 especies repartidas en dos géneros:
- Género Channa

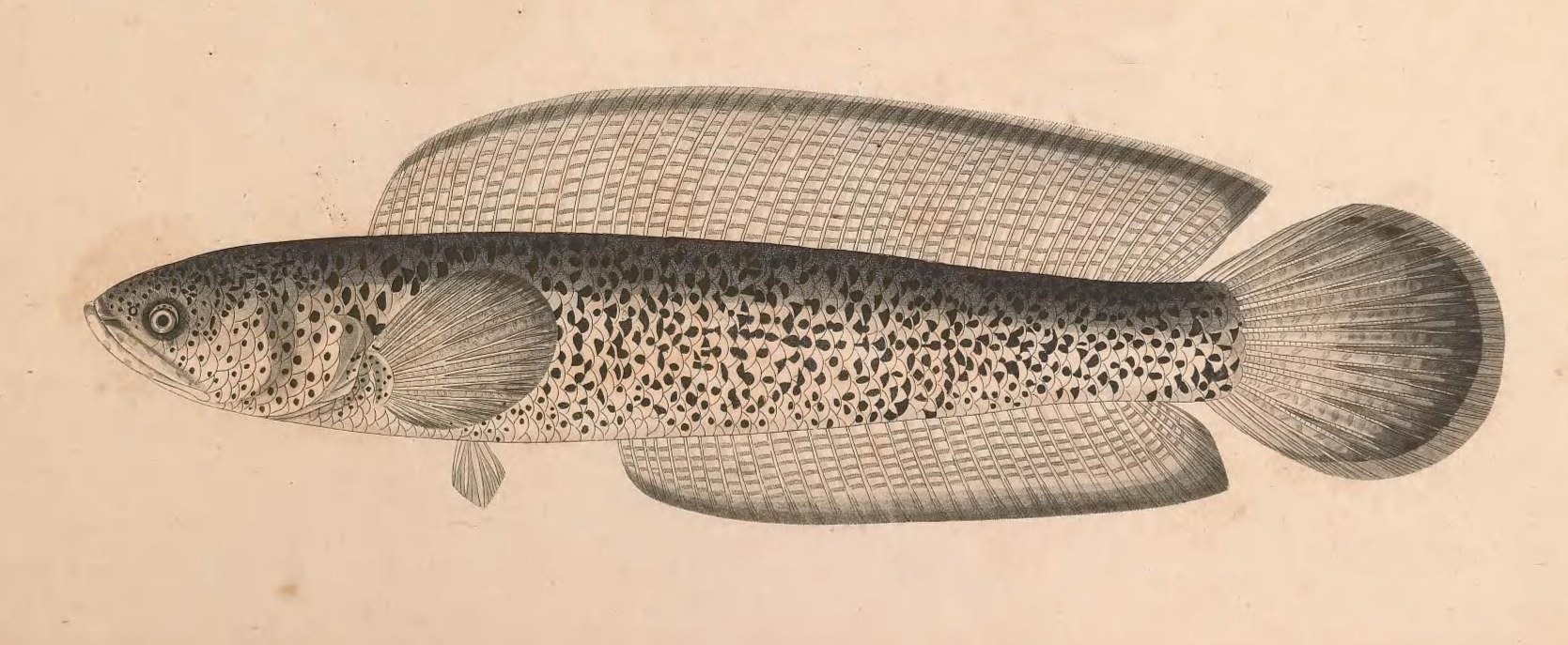
ophiocephalus barca

  - Channa amphibeus (McClelland, 1845).
  - Channa argus (Cantor, 1842).
  - Channa asiatica (Linnaeus, 1758).
  - Channa aurantimaculata Musikasinthorn, 2000.
  - Channa bankanensis (Bleeker, 1852).
  - Channa barca (Hamilton, 1822).
  - Channa bleheri Vierke, 1991.
  - Channa burmanica Chaudhuri, 1916.
  - Channa cyanospilos (Bleeker, 1853).
  - Channa gachua (Hamilton, 1822).
  - Channa harcourtbutleri (Annandale, 1918).
  - Channa lucius (Cuvier, 1831).
  - Channa maculata (Lacépède, 1801).
  - Channa marulioides (Bleeker, 1851).
  - Channa marulius (Hamilton, 1822).
  - Channa melanoptera (Bleeker, 1855).
  - Channa melasoma (Bleeker, 1851).
  - Channa micropeltes (Cuvier, 1831).
  - Channa nox Zhang, Musikasinthorn & Watanabe, 2002.
  - Channa orientalis Bloch & Schneider, 1801.
  - Channa ornatipinnis Britz, 2007.[6]
  - Channa panaw Musikasinthorn, 1998.
  - Channa pleurophthalmus (Bleeker, 1851).
  - Channa pulchra Britz, 2007.[6]
  - Channa punctata (Bloch, 1793).
  - Channa stewartii (Playfair, 1867).
  - Channa striata (Bloch, 1793).
- Género Eochanna
  - †Eochanna chorlakkiensis (Roe, 1991).
- Género Parachanna
  - Parachanna africana (Steindachner, 1879).
  - Parachanna insignis (Sauvage, 1884).
  - †Parachanna fayumensis Murray, 2006. (fósil)
  - Parachanna obscura (Günther, 1861).